# Sienno (Powiat Lipski)
Sienno ist eine polnische Stadt sowie Sitz der gleichnamigen Stadt-und-Land-Gemeinde im Powiat Lipski der Woiwodschaft Masowien. Sie erhielt zum 1. Januar 2024 ihr zum 13. Januar 1870 entzogenes Stadtrecht zurück.

## Gemeinde
Zur Stadt-und-Land-Gemeinde Sienno gehören folgende 36 Ortschaften mit einem Schulzenamt:
Adamów
Aleksandrów
Aleksandrów Duży
Bronisławów
Dąbrówka
Dębowe Pole
Eugeniów
Gozdawa
Hieronimów
Janów
Jawor Solecki
Jaworska Wola
Kadłubek
Karolów
Kochanówka
Krzyżanówka
Leśniczówka
Ludwików
Nowa Wieś
Olechów Nowy
Olechów Stary
Osówka
Piasków
Praga Dolna
Praga Górna
Rogalin
Sienno
Stara Wieś
Tarnówek
Trzemcha Dolna
Trzemcha Górna
Wierzchowiska Drugie
Wierzchowiska Pierwsze
Wodąca
Wyględów
Wygoda
Zapusta

## Sehenswürdigkeiten
- Jüdischer Friedhof (Sienno) aus dem 18. Jahrhundert